# Presley Chweneyagae
Presley Chweneyagae (Mafikeng, 19 ottobre 1984 – Johannesburg, 27 maggio 2025) è stato un attore sudafricano di etnia Tswana.

## Biografia
Sua madre, Agnes Keagile, lo chiamò come il suo cantante preferito, Elvis Presley.
Recitò nel film Il suo nome è Tsotsi, che vinse l'Oscar per il film in lingua straniera agli Oscar del 2006.  Il suo nome è Tsotsi fu il suo primo lungometraggio; in precedenza l'attore aveva lavorato solo in teatro. 
Lavorò nella telenovela sudafricana The River 1 Magic, nel ruolo di Thuso "Cobra" Mokoena.
Tra i suoi ultimi film vi furono More Than Just a Game, State of Violence e Africa United. Inoltre recitò in una commedia su Solomon Mahlangu, un ex membro dell'ala militare dell'African National Congress, il gruppo MK, impiccato all'età di 22 anni. 

## Filmografia parziale
- Il suo nome è Tsotsi (2005)
- Numero iNumber (2013)
- Zama Zama (2013)
- The Number (2017)
- The River 1 Magic (2018)
- iNumber Number - L'oro di Johannesburg (iNumber Number: Jozi Gold), regia di Donovan Marsh (2023)

## Doppiatori italiani
Nelle versioni in italiano delle opere in cui ha recitato, Presley Chweneyagae è stato doppiato da:
- Nanni Baldini in Il suo nome è Tsotsi
- Stefano Brusa in iNumber Number - L'oro di Johannesburg